# L'Île de la terreur
Pour plus de détails, voir Fiche technique et Distribution.
L'Île de la terreur (Island of Terror) est un film d'horreur britannique réalisé par Terence Fisher, sorti en 1966.

## Synopsis
Sur une Île au large de l'Irlande, Ian Bellows, un agriculteur disparaît. Le gendarme local alerté par son épouse part à sa recherche et découvre son corps sans os. Il prévient Reginald Landers, le médecin qui ne comprend pas et qui se rend sur le continent demander de l'aide au docteur Brian Stanley qui lui-même se montre incapable d'analyser la situation, ils font donc appel à un jeune spécialiste : le docteur David West. Au moment où Landers et Stanley arrivent chez West ce dernier se trouve avec sa maîtresse, la jeune et riche Toni Merrill. West accepte d'aider ses deux collègues, mais devant l'urgence, Toni Merill leur propose d'emprunter l'hélicoptère privé de son père.
Mais le père a besoin de récupérer l'hélicoptère, obligeant la petite équipe à rester donc plusieurs jours sur l’île, coupée du monde extérieur.
West aimerait avoir un laboratoire à sa disposition, on lui explique qu'un mystérieux chercheur misanthrope en possède un, le docteur Philips. Ils se rendent donc dans sa résidence et ne découvrent que des cadavres vidés de leurs os.
Ils emportent les notes de Philips pour les étudier. Ils apprennent alors que Philips qui faisait des recherches sur le cancer, a créé accidentellement une forme de vie basée sur le silicium. Entre-temps le gendarme est alerté par la mort d'un cheval, lui aussi vidé de ses os. Sachant que les docteurs sont chez Philips, il s'y rend, mais ceux-ci ont déjà quitté sa résidence, il rentre et se fait tuer par une créature tentaculaire.Les docteurs constatent que les « silicates » sont extrêmement difficiles à exterminer, de plus ils se reproduisent par scissiparité toutes les 12 heures, l'île devrait donc être envahie très rapidement. Avec l'aide du maire, ils forment des commandos d'attaque, mais ni les armes à feu, ni les cocktails Molotov ni la dynamite ne peuvent en venir à bout.
Ils finissent par découvrir un silicate mort, irradié par du Strontium 90. Ils décident alors de récupérer du strontium dans le laboratoire de Philips et le l'injecter aux vaches afin de piéger les silicates. Le piège semble fonctionner mais les silicates résistent et assiègent la salle des fêtes où s'est rassemblée la population de l'île au bord de la panique.
La situation semble désespérée, West s'apprête à administrer une injection mortelle à Tony pour lui éviter la souffrance d'une mort par les silicates, mais il se rend compte juste à ce moment que les silicates faiblissent et qu'ils finissent par succomber à la suite de l'absorption du strontium. L'histoire se termine sur une fausse fin tandis que West se félicite que toute cette affaire se soit déroulée sur une île empêchant les silicates de prospérer partout, le dernier plan nous montre un chercheur asiatique victime d'un silicate dans son pays…

## Fiche technique
- Titre original : Island of Terror
- Titre français : L'Île de la terreur
- Réalisation : Terence Fisher
- Scénario : Edward Mann et Al Ramsen, d’après leur histoire
- Direction artistique : John St. John Earl
- Costumes : Rosemary Burrows
- Photographie : Reginald H. Wyer
- Effets sonores : Barry Gray
- Montage : Thelma Connell
- Musique : Malcolm Lockyer
- Production : Tom Blakeley ; Gerald A. Fernback et Richard Gordon (producteurs délégués)
- Sociétés de production : Planet Film Productions ; Protelco (coproduction)
- Sociétés de distribution : Planet Film Distributors ; Alcifrance (France)
- Pays d'origine :  Royaume-Uni
- Langue originale : anglais
- Format : couleur - 1,66:1 - Mono - 35 mm
- Genres : horreur, science-fiction
- Durée : 89 minutes
- Dates de sortie :
  - Royaume-Uni : 20 juin 1966
  - France : 14 juin 1972

## Distribution
- Peter Cushing (VF : Jean Berger) : Dr. Brian Stanley
- Edward Judd (VF : Jean-Claude Michel) : Dr. David West
- Carole Gray (VF : Évelyn Séléna) : Toni Merrill
- Eddie Byrne  (VF : Jean Topart) : Dr. Reginald Landers
- Sam Kydd (VF : Georges Aubert) : l'agent de police John Harris
- Niall MacGinnis (VF : Pierre Collet) : Roger Campbell
- James Caffrey : Peter Argyle
- Liam Gaffney : Ian Bellows
- Roger Heathcote : Dunley
- Keith Bell (VF : Georges Poujouly) : Halsey
- Shay Gorman : Morton
- Peter Forbes-Robertson : Dr Lawrence Phillips
- Richard Bidlake : Carson
- Joyce Hemson : Mme Bellows
- Edward Ogden : le pilote d'hélicoptère

## Production
- Le tournage commence le 22 novembre 1965 à Wexham et aux studios Pinewood[réf. nécessaire].

## Analyse
Entre The Earth Dies Screaming (1965) et La Nuit de la grande chaleur (1967), il s'agit d'un des trois récits de science-fiction réalisés par Terence Fisher dans cette période. L'argument scénaristique emprunte beaucoup à la vague de films américains sur le thème de l'invasion extraterrestre de la décennie 1950.

## Citation
À son arrivée pour la première fois à la résidence du docteur Phillips, le docteur Stanley évoque le roman Les Hauts de Hurlevent.